# Letizia Battaglia
Letizia Battaglia (5. března 1935, Palermo – 13. dubna 2022, tamtéž) byla italská fotografka a fotožurnalistka. Přestože její fotografie dokumentují široké spektrum sicilského života, je známá především díky své práci týkající se mafie.

## Životopis
Battaglia se narodila v Palermu na Sicílii. V šestnácti letech se provdala a po rozvodu v roce 1971 se začala věnovat fotožurnalistice a vychovávala tři dcery. Naučila se pracovat s fotoaparátem a když zjistila, že by své články mohla lépe prodat, pokud by byly doplněny fotografiemi, pomalu objevila vášeň pro fotografování. V roce 1974, po období v Miláně, během kterého potkala svého dlouholetého partnera Franca Zecchina, se vrátila na Sicílii, aby v Palermu pracovala pro levicové noviny L'Ora , dokud nebyly v roce 1992 nuceny skončit.
Battaglia pořídila asi 600 000 snímků, když pro noviny dokumentárně fotografovala určenou oblast. Dokumentovala zuřivou vnitřní válku mafie a její útoky na občanskou společnost. Někdy se ocitla na místě čtyř nebo pěti různých vražd během jediného dne. Battaglia a Zecchin vytvořili mnoho ikonických fotografií, které přišly reprezentovat Sicílii a mafii za hranicemi Itálie. Fotografovala mrtvé tak často, že jednou řekla: "Najednou jsem měla svůj archiv plný krveprolití."
Battaglia se také zapojila do ženské a environmentální problematiky. Na několik let přestala fotografovat a oficiálně vstoupila do světa politiky. V letech 1985 až 1991 zastávala místo v městské radě Palerma za Stranu zelených, v letech 1991 až 1996 byla poslankyní sicilského regionálního shromáždění. Zasloužila se o záchranu a oživení historického centra Palerma. Nějakou dobu vedla vydavatelství Edizioni della Battaglia a spoluzakládala měsíčník pro ženy Mezzocielo. Angažuje se v práci za práva žen a nejnověji i vězňů.
V roce 1993, když žalobci v Palermu obvinili politika Giulia Andreottiho, který byl sedmkrát předsedou italské vlády, policie prohledala archivy Battagliové a našla dvě fotografie Andreottiho z roku 1979 s důležitým mafiánem Ninem Salvem, o kterých popřel, že by o nich věděl. Kromě popisů přeběhlíků byly tyto obrázky jediným fyzickým důkazem napojení tohoto mocného politika na sicilskou mafii. Sama Battaglia zapomněla, že je takto vyfotografovala. Jejich potenciální význam byl zřejmý až 15 let od pořízení.
V roce 1985 obdržela grant Wiliama Eugena Smitha za humanistickou fotografii. V roce 1999 obdržela cenu za celoživotní dílo od Mezinárodního fondu dokumentární fotografie Mother Jones. V roce 2007 obdržela cenu Ericha Salomona, cenu za „celoživotní dílo“ Německé společnosti pro fotografii (DGPh). V roce 2009 jí Mezinárodní centrum fotografie udělilo cenu Cornella Capy Infinity Award.

## Inspirace
V roce 2005 se objevila v dokumentu Excellent Cadavers založeném na knize Alexandra Stilleho z roku 1995. Battaglia hraje roli přeživší a vášnivé očité svědkyně. Battaglia se jako fotografka objevila v roce 2008 ve filmu Wima Wenderse Přestřelka v Palermu.
Dokumentární film založený na jejím životě, Shooting the Mafia, byl vydán v roce 2019.

## Výstavy
- Letizia Battaglia. Just For Passion, MAXXI - National Museum of the 21st Century Arts, Řím, 2016[10]
- Siciliana, Bel Vedere Fotografia, Miláno, Itálie[11]
- Výstava u příležitosti získání ceny Dr. Ericha Salomona, 2007, Letizia Battaglia[12]
- Dovere di Cronaca, Festival Internazionale di Roma, duben–květen 2006[13]
- Una vita per la Mafia, Orvieto Photography festival, Palazzo dei Sette, Itálie, 2009[14]
- Letizia Battaglia: Breaking The Code Of Silence, Open Eye Gallery, Liverpool, Spojené království, 2014[15]
- Cantieri Culturali alla Zisa, Palermo, Sicílie, 2016[16]

## Knihy
- Passion, Justice, Freedom – Photographs of Sicily. Gordonsville, VA: Aperture, 2003. ISBN 0-89381-888-7.
- Dovere di Cronaca - The Duty to Report., Rome: Peliti Associati, 2006. With Franco Zecchin. ISBN 88-89412-26-7.
- Just For Passion. Drago, 2016. ISBN 978-8898565207.
- Anthology. Drago, 2016. ISBN 978-8898565191.

## Dokumentární filmy
- Battaglia (2004) – autor: Daniela Zanzotto
- Shooting the Mafia (2019) – dokumentární film, režie: Kim Longinotto a produkce: Niamh Fagan

## Ceny a ocenění
- Cena Ericha Salomona
- Cena W. Eugena Smithe
- Cena Cornella Capy

## Galerie

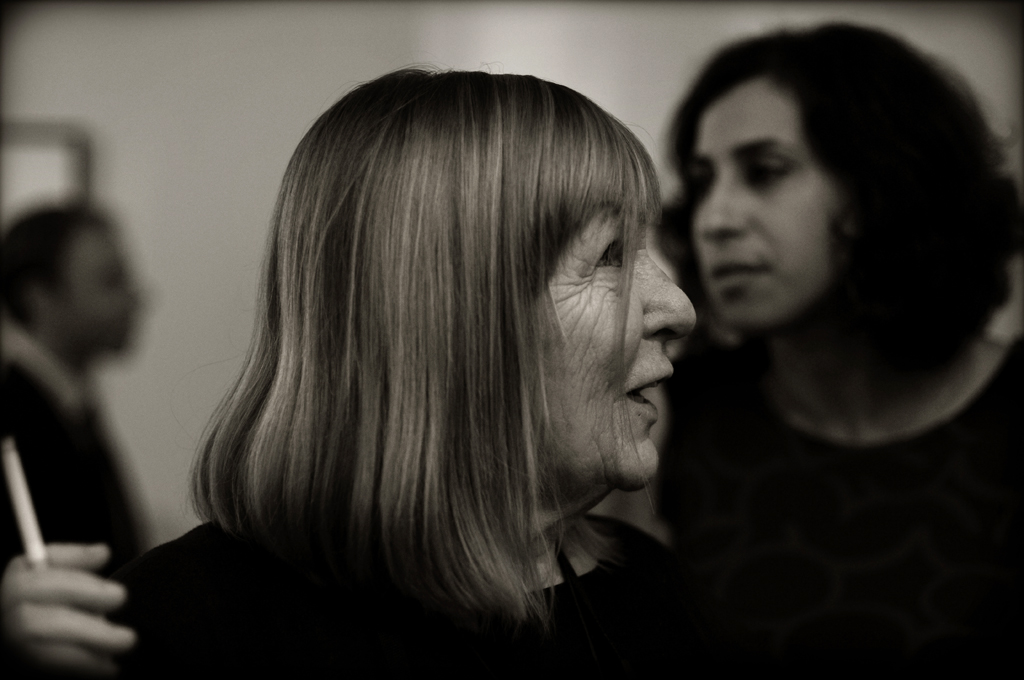
Letizia Battaglia, 2009
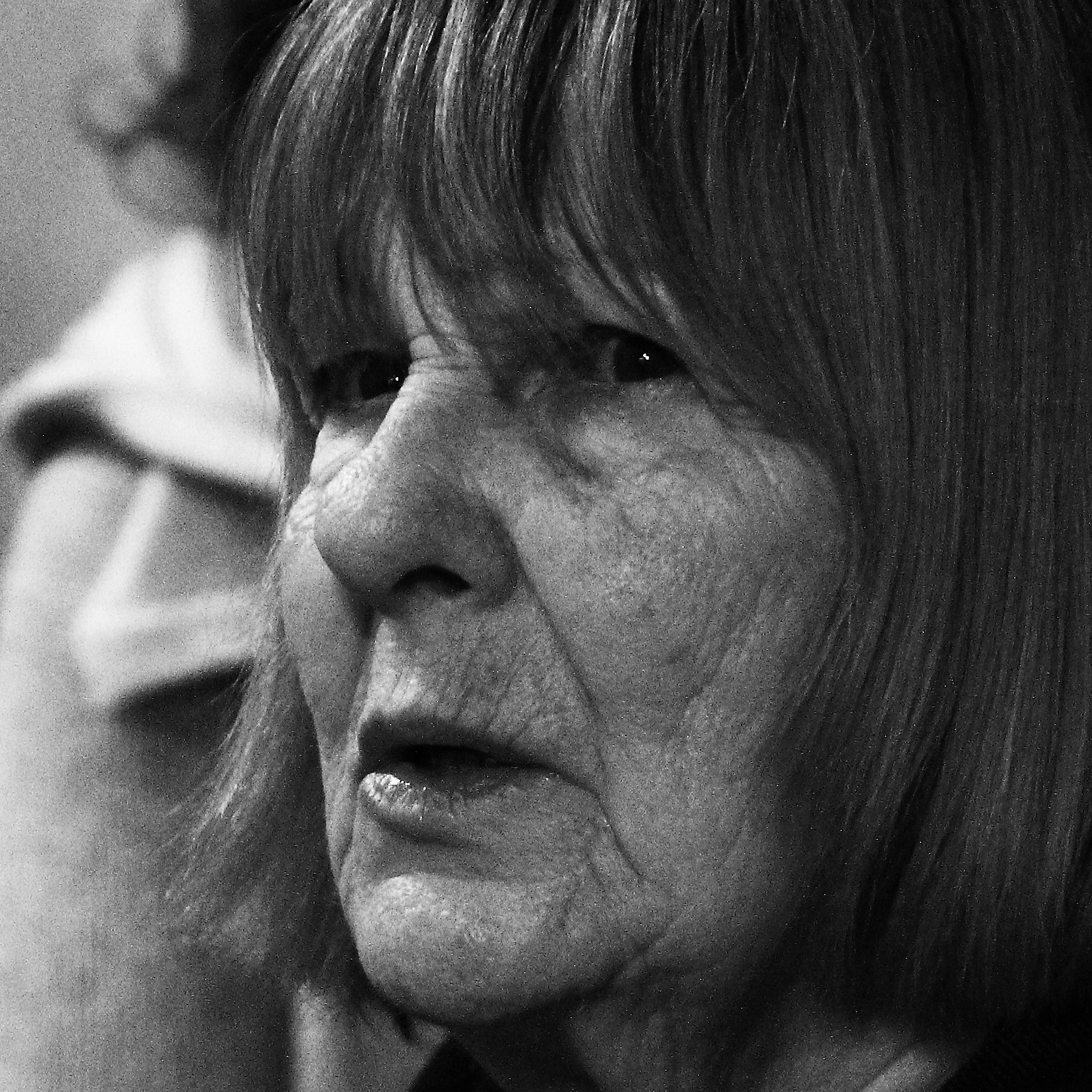
Letizia Battaglia, 2010
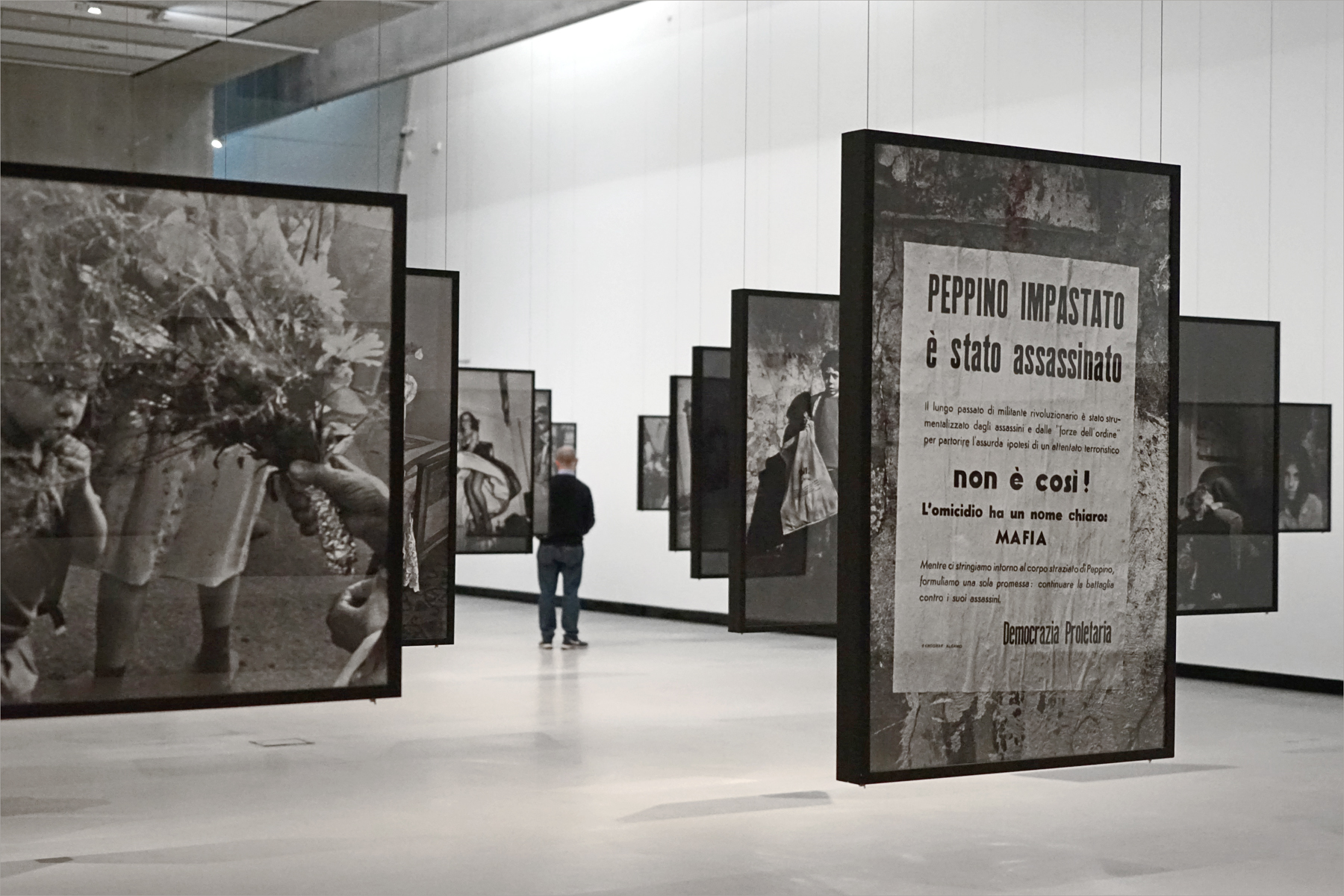
Letizia Battaglia. Just For Passion, MAXXI - National Museum of the 21st Century Arts, Řím, 2016
Letizia Battaglia. Just For Passion, MAXXI, Řím, 2016